# S.E.A. Aquarium
Koordinaten: 1° 15′ 31″ N, 103° 49′ 7″ O
Das S.E.A. Aquarium (ausgeschrieben South East Asia Aquarium) ist ein auf der zu Singapur gehörenden Insel Sentosa gelegenes Schauaquarium. Es ist ein Teil des Marine Life Park, der ebenso wie der benachbarte Adventure Cove Waterpark zum Resorts World Sentosa gehört. Bei seiner Eröffnung im November 2012 war es das größte Aquarium weltweit, wurde jedoch im Jahr 2014 vom Chime-Long Ocean Kingdom-Aquarium in China noch übertroffen.

## Tierbestand
Im S.E.A. Aquarium werden etwa 100.000 Meerestiere in 800 Arten gezeigt. Es sind Tiere aus allen Weltmeeren sowie aus den großen Seen Ostafrikas zu sehen. Schwerpunkte des Aquariums sind Meeresbewohner aus dem Golf von Bengalen, der Straße von Malakka, der Javasee, der Andamanensee und der Lakkadivensee. Weitere  bedeutende Ausstellungen betreffen die Meerestierwelt an Korallenriffen sowie das Leben in Kaltwasserhabitaten. Das Aquarium beherbergt die weltweit größte Sammlung von Rochen (Batoidea), einschließlich des Riesenmanta (Mobula birostris), der nur selten in Gefangenschaft gehalten wird. Zu sehen sind auch  Indopazifische Große Tümmler (Tursiops aduncus), Bogenstirn-Hammerhaie (Sphyrna lewini), die Japanische Riesenkrabbe (Macrocheira kaempferi) und das zu den Kopffüßern zählende Gemeine Perlboot (Nautilus pompilius). Weitere bemerkenswerte Arten sind die Riesenmuräne (Gymnothorax javanicus), der Sandtigerhai (Carcharias taurus), der Ambon-Drachenkopf (Pteroidichthys amboinensis), der Große Fetzenfisch (Phycodurus eques), der Pantherfisch (Epinephelus altivelis) sowie der Dunkle Riesenzackenbarsch (Epinephelus lanceolatus). In einer Spezialabteilung werden verschiedene Quallenarten gezeigt. Für die Besucher stehen Informationen zur Verfügung, wie die Giftigkeit von Quallen zu erkennen ist.

## Anlagenkonzept
Mittelpunkt des Aquariums ist ein großes Schaubecken, das mit einer 36 Meter breiten und 8,3 Meter hohen Scheibe versehen ist, durch die die Tiere der Unterwasserwelt beobachtet werden können. Das Aquarium umfasst insgesamt zehn verschiedene Zonen mit fast fünfzig unterschiedlichen Lebensräumen. Die Besucher haben auch die Möglichkeit, durch klare, aus Acryl gefertigte Unterwassertunnel die Meerestiere zu beobachten, die über und neben ihnen schwimmen. In einer weiteren Abteilung werden Tiere des tropischen Regenwaldes, u. a. Pfeilgiftfrösche (Dendrobatidae) gezeigt. Nachfolgende Bilder zeigen einige ausgewählte Anlagen und Meeresbewohner.

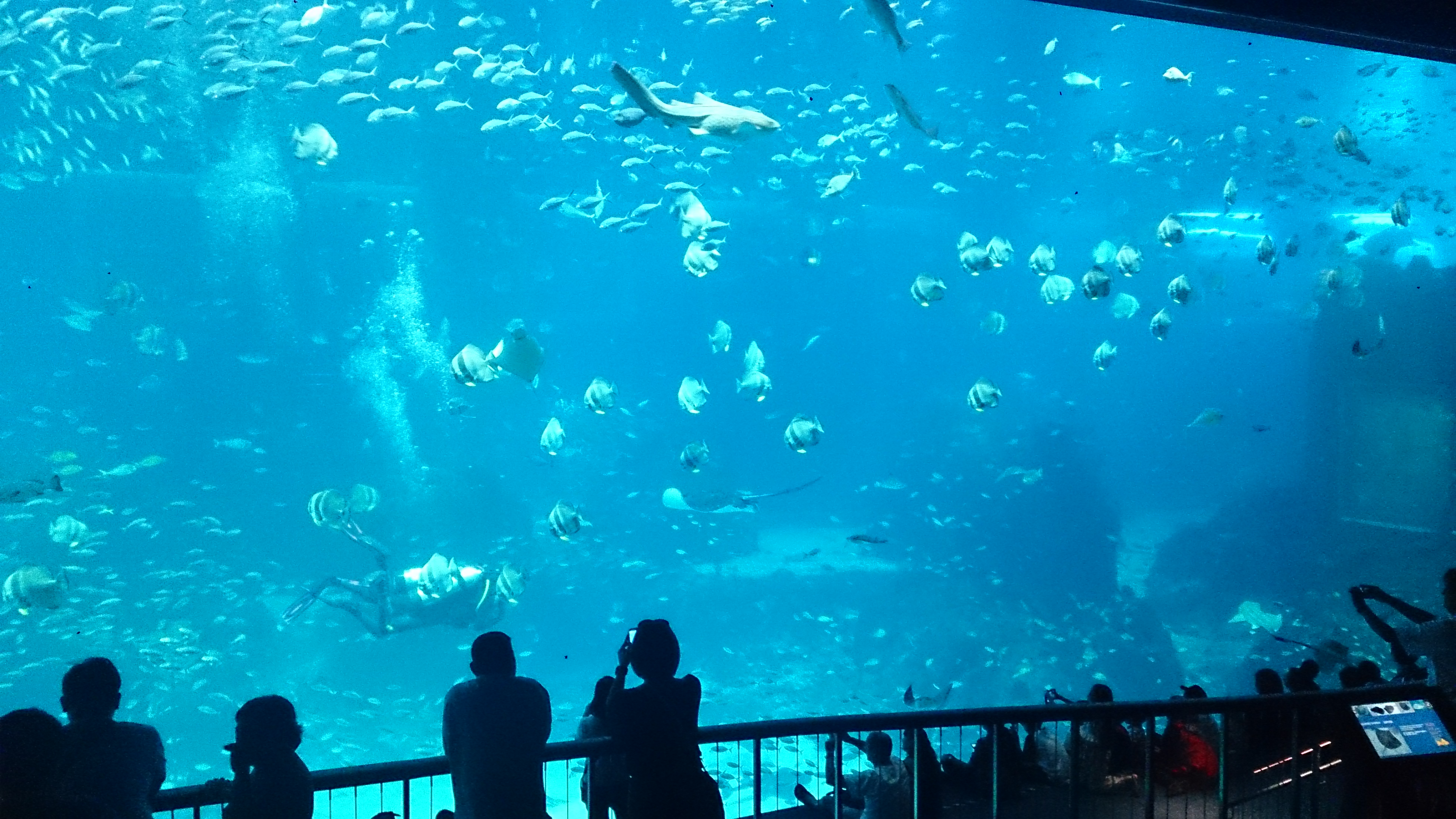
Großes Schaubecken
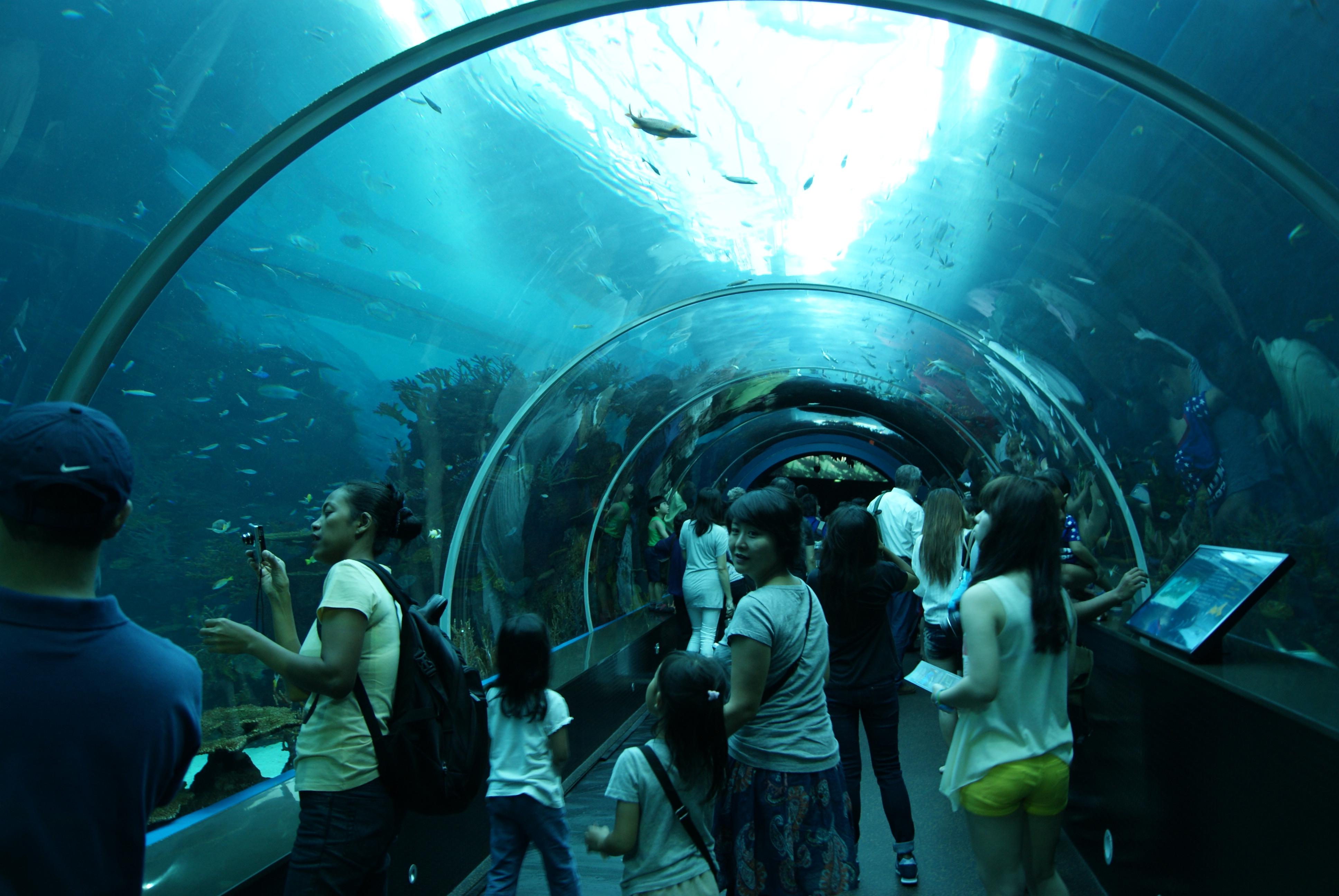
Unterwassertunnel
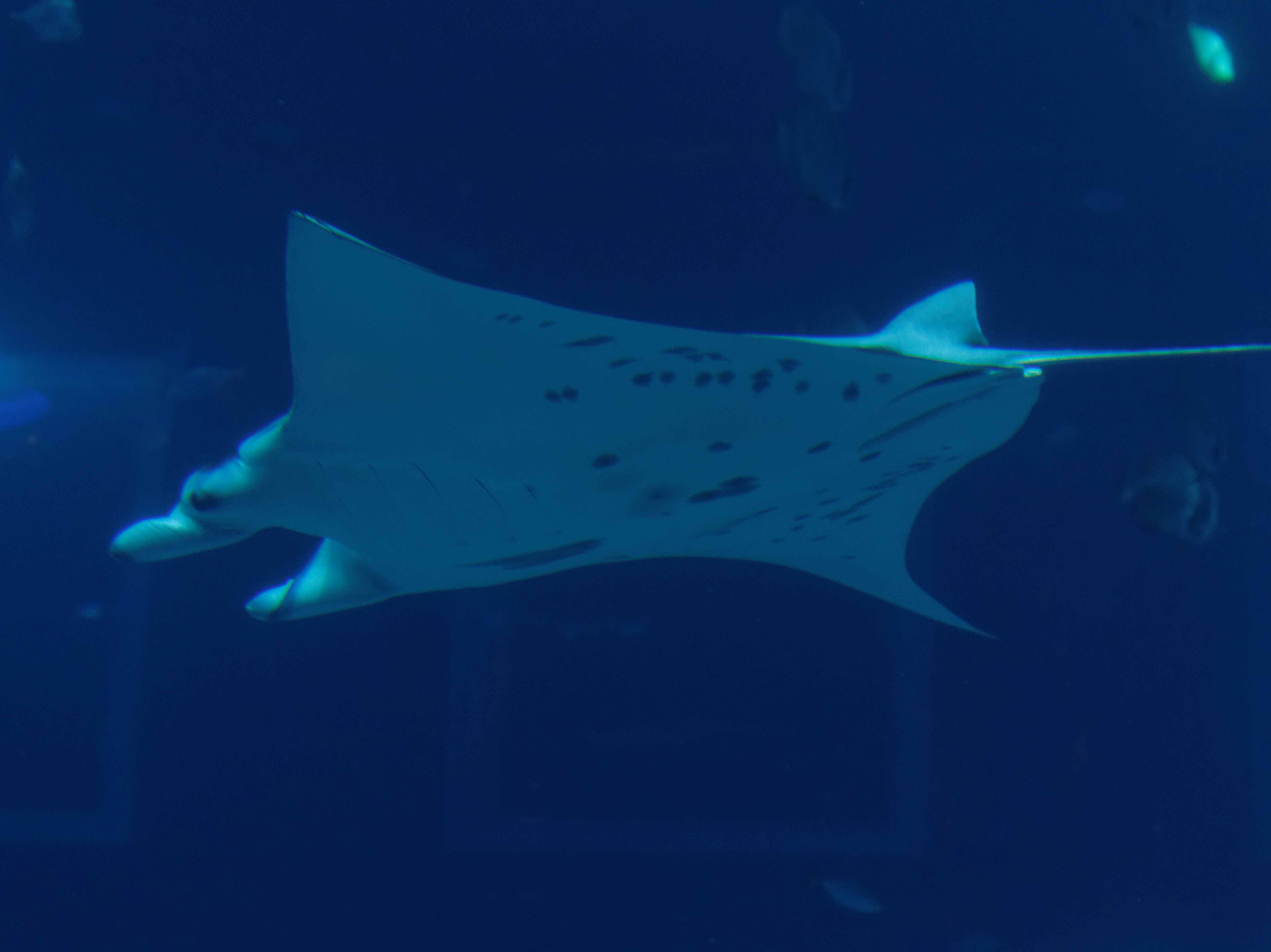
Süßwasserstechrochen
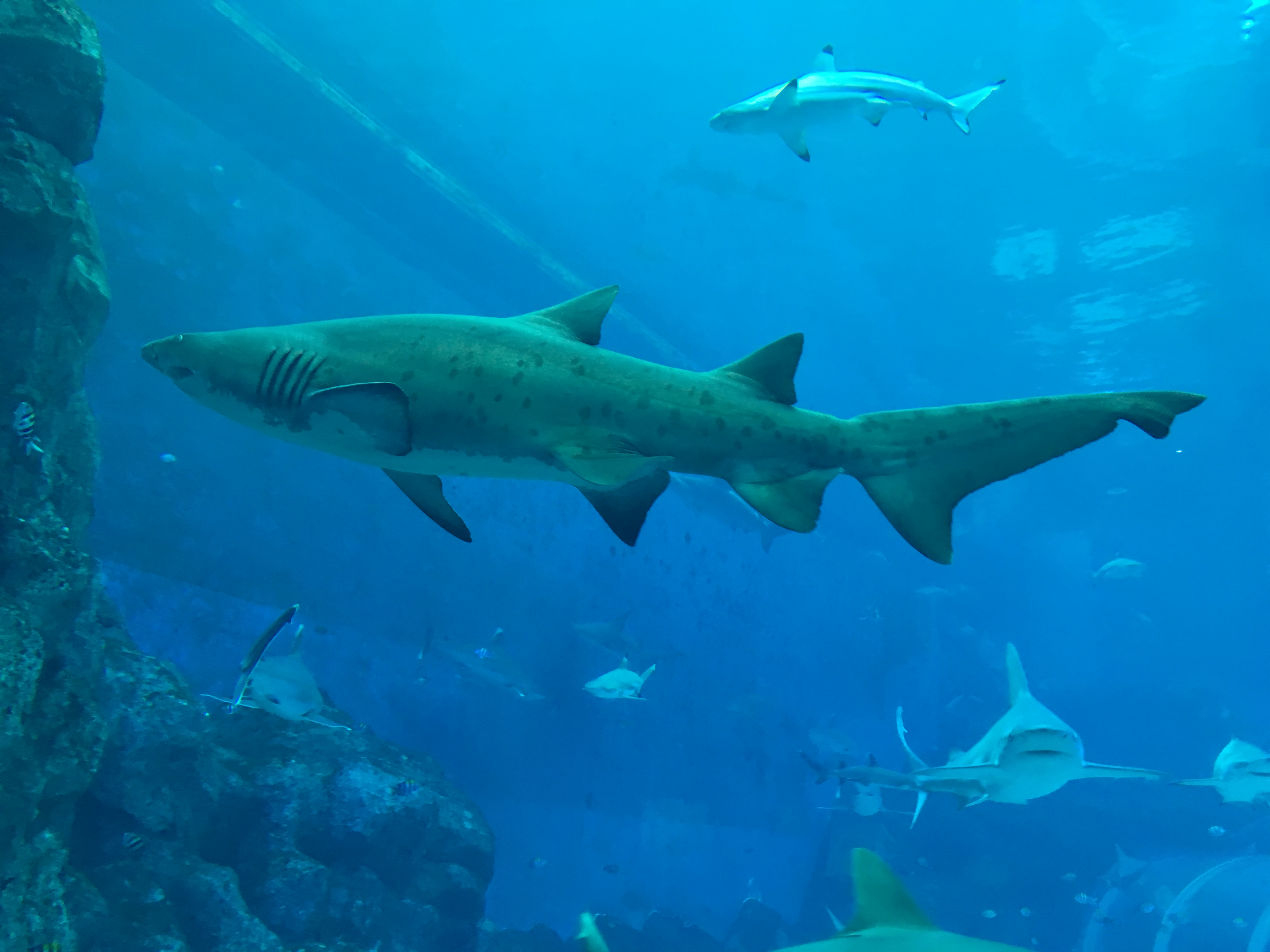
Haie
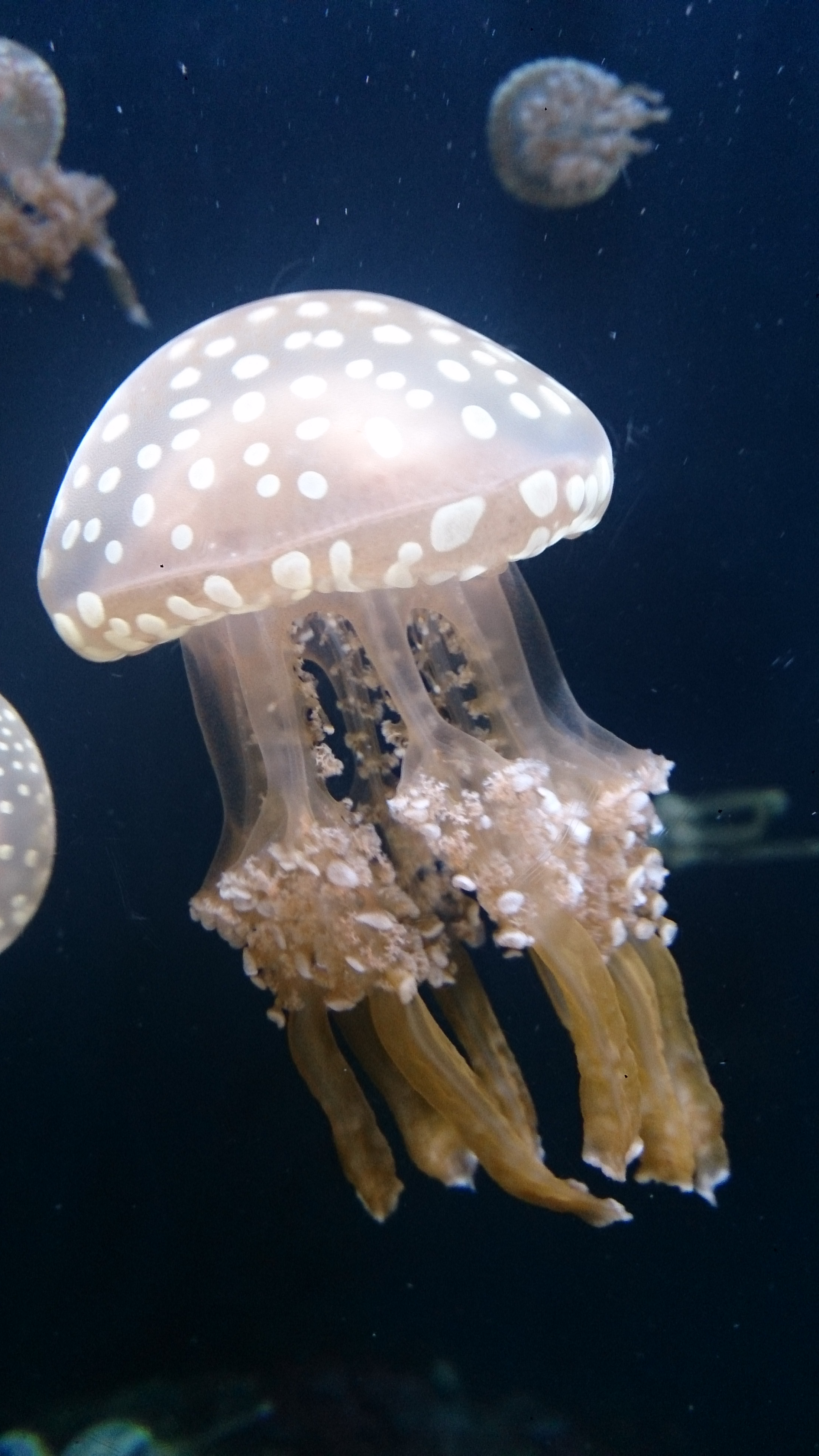
Gepunktete Wurzelmundqualle (Phyllorhiza punctata)
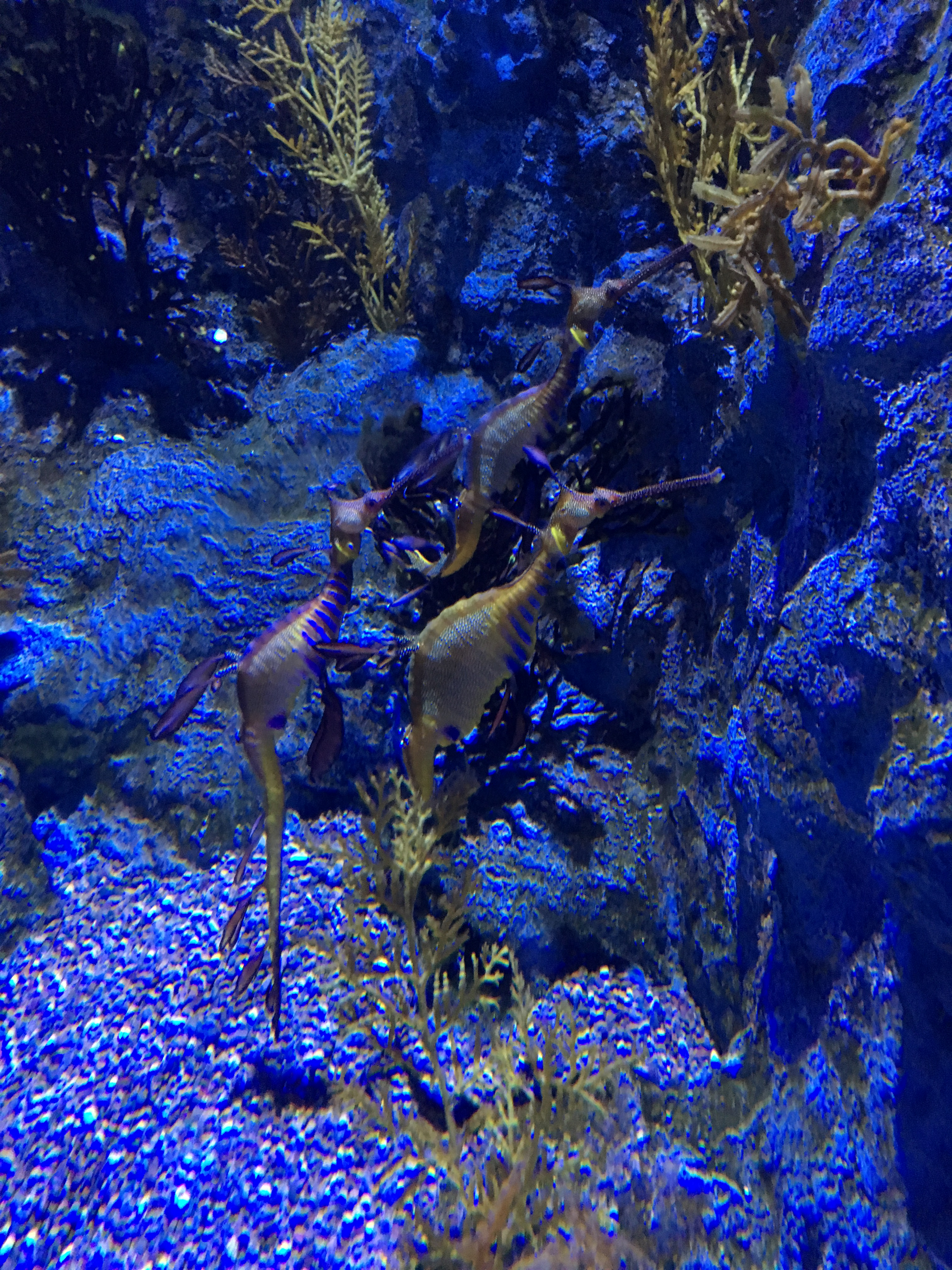
Seedrachen (Phyllopteryx taeniolatus)
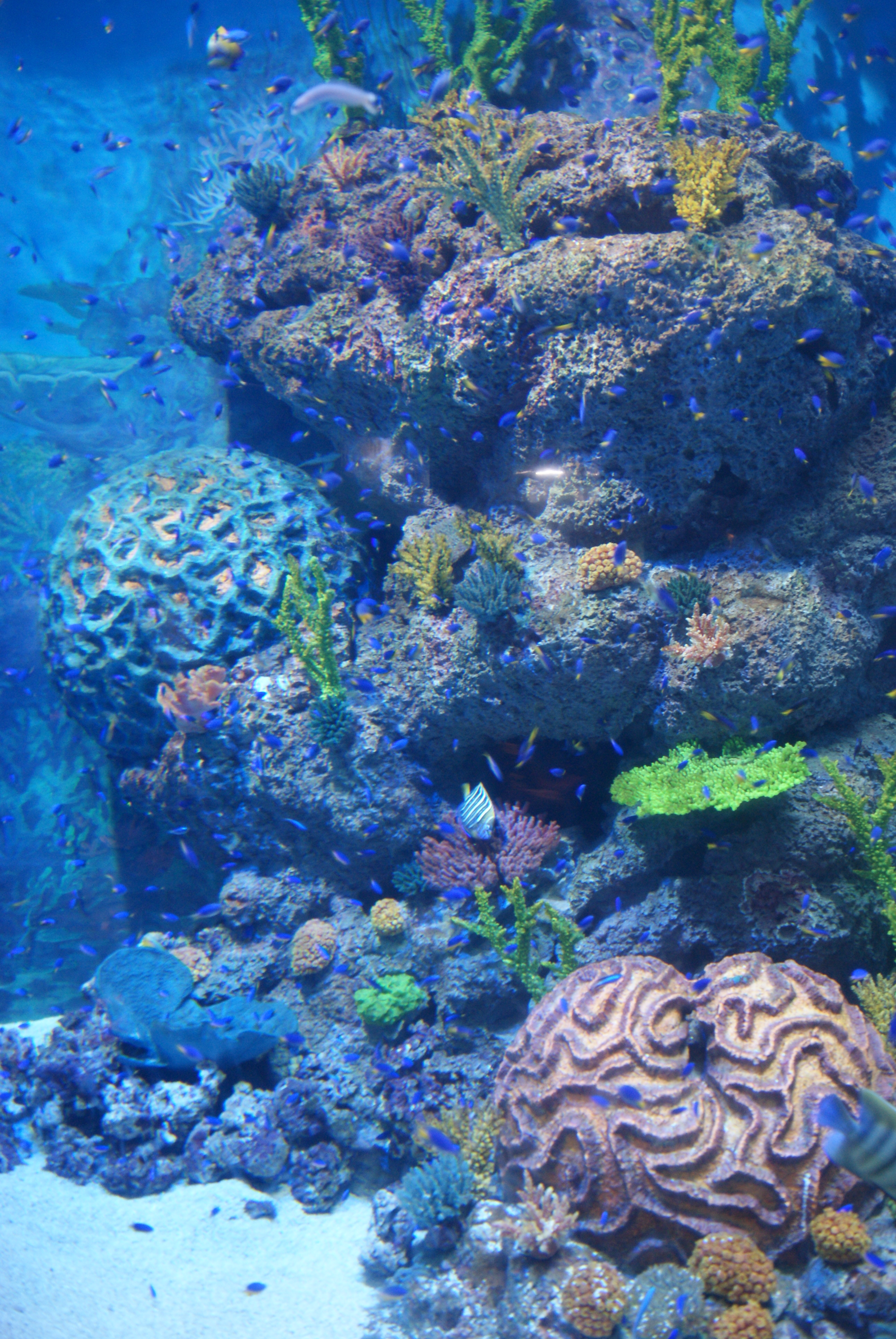
Seeanemonen und Korallen
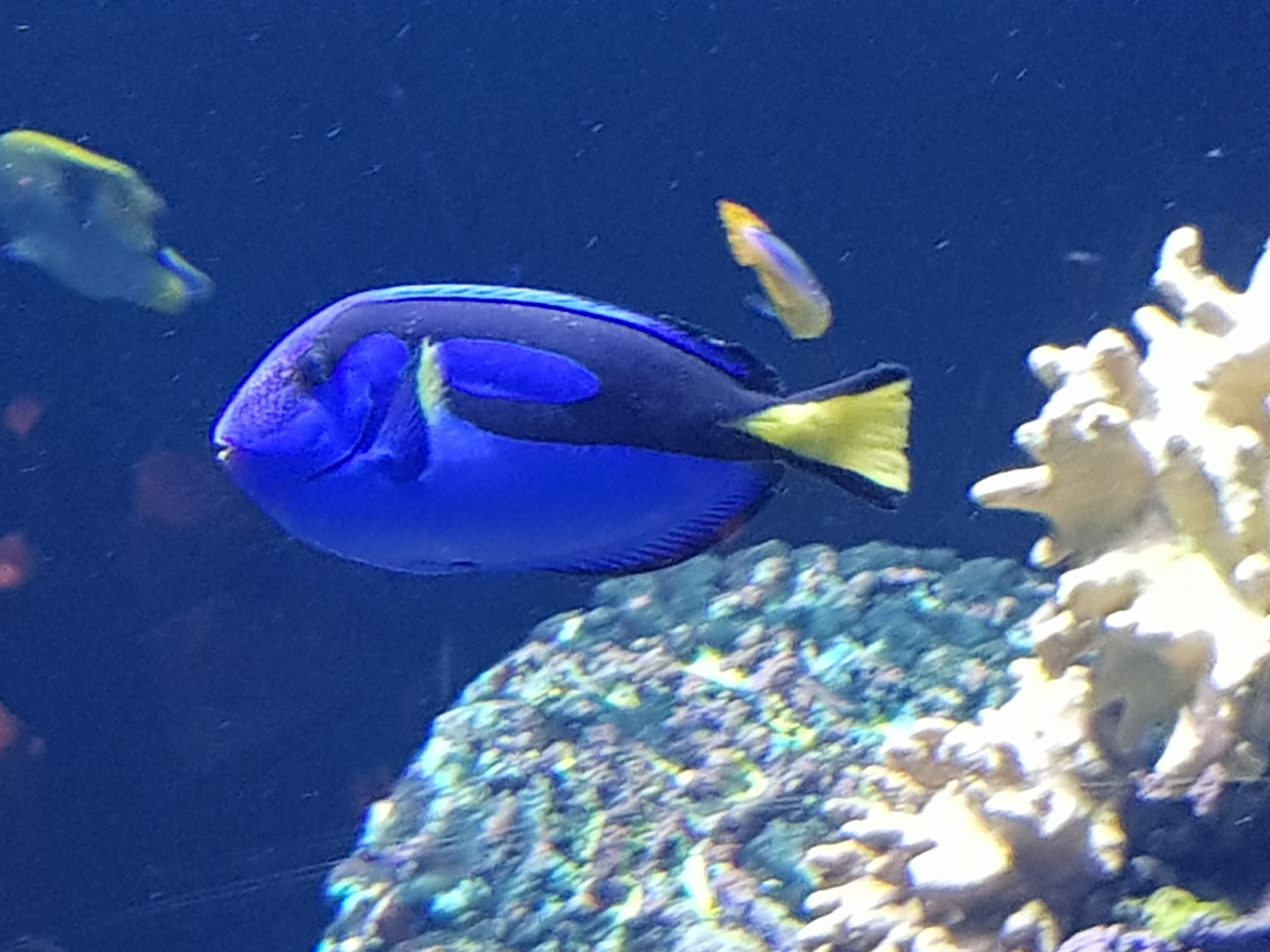
Paletten-Doktorfisch (Paracanthurus hepatus)